# 東味鋺
東味鋺（ひがしあじま）は、愛知県名古屋市北区にある町名。現行行政地名は東味鋺一丁目から東味鋺三丁目。住居表示未実施。

## 地理
名古屋市北区の北部に位置し、東と北は春日井市に接し、西は楠味鋺と接する。また、南は庄内川が流れている。

## 世帯数と人口
2019年（平成31年）1月1日現在の世帯数と人口は以下の通りである。
| 丁目         | 世帯数    | 人口    |
| ------------ | --------- | ------- |
| 東味鋺一丁目 | 581世帯   | 1,241人 |
| 東味鋺二丁目 | 579世帯   | 1,254人 |
| 東味鋺三丁目 | 331世帯   | 734人   |
| 計           | 1,491世帯 | 3,229人 |

### 人口の変遷
国勢調査による人口の推移
| 1995年（平成7年）  | 4,031人 | [ WEB 5 ]  |  |
| 2000年（平成12年） | 3,827人 | [ WEB 6 ]  |  |
| 2005年（平成17年） | 3,650人 | [ WEB 7 ]  |  |
| 2010年（平成22年） | 3,559人 | [ WEB 8 ]  |  |
| 2015年（平成27年） | 3,355人 | [ WEB 9 ]  |  |
| 2020年（令和2年）  | 人      | [ WEB 10 ] |  |
| 2020年（令和2年）  | 3,235人 | [ WEB 11 ] |  |

## 学区
市立小・中学校に通う場合、学校等は以下の通りとなる。また、公立高等学校に通う場合の学区は以下の通りとなる。
| 丁目         | 番・番地等 | 小学校               | 中学校             | 高等学校 |
| ------------ | ---------- | -------------------- | ------------------ | -------- |
| 東味鋺一丁目 | 全域       | 名古屋市立味鋺小学校 | 名古屋市立北中学校 | 尾張学区 |
| 東味鋺二丁目 | 全域       | 名古屋市立味鋺小学校 | 名古屋市立北中学校 | 尾張学区 |
| 東味鋺三丁目 | 全域       | 名古屋市立味鋺小学校 | 名古屋市立北中学校 | 尾張学区 |

## 交通

### 鉄道
- 名鉄小牧線 味鋺駅

### 道路
- 愛知県道102号名古屋犬山線（木曽街道）
- 愛知県道162号松河戸西枇杷島線

## 施設

### 東味鋺一丁目
- 名春中央病院

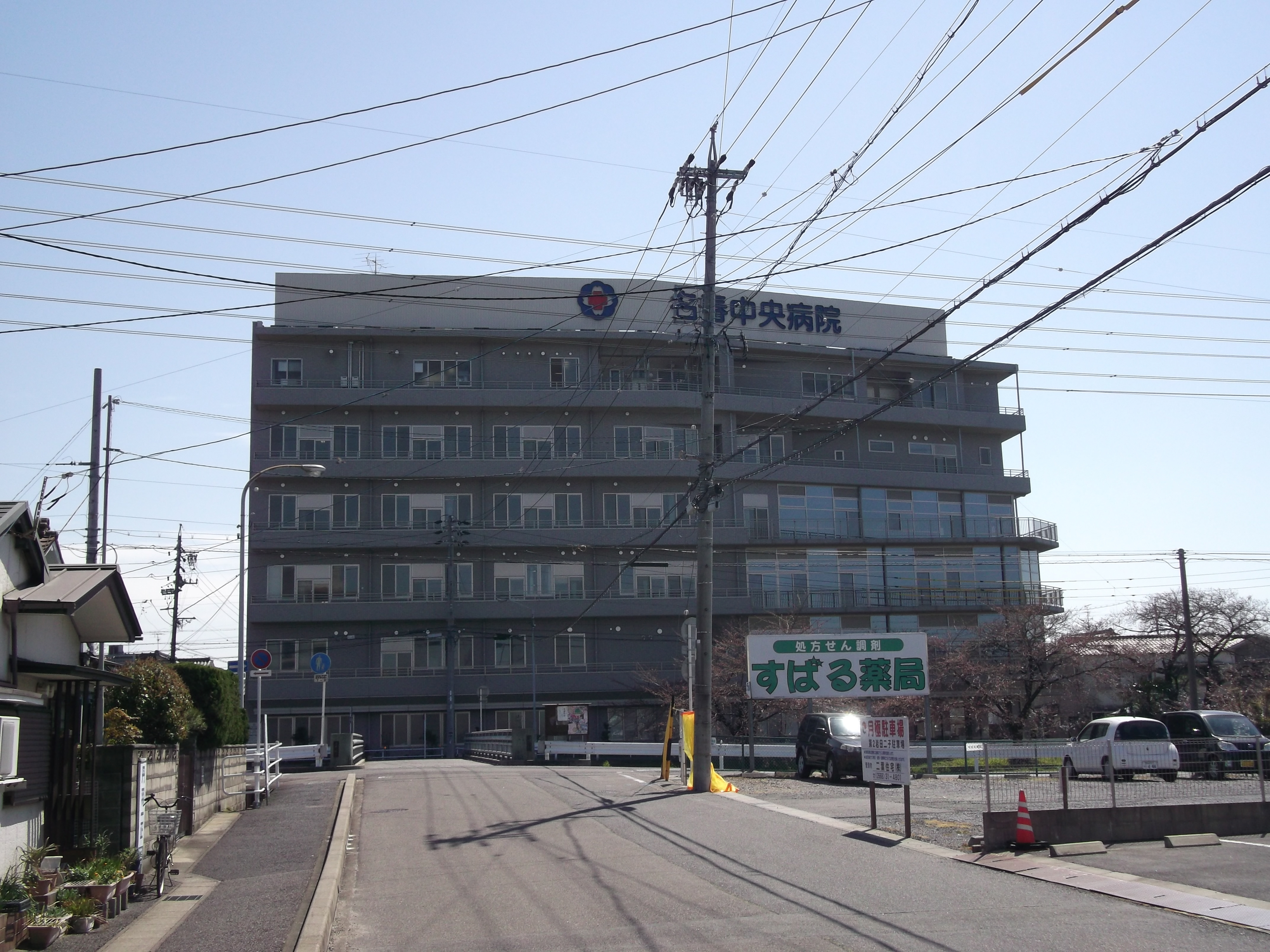
名春中央病院（2015年3月）

### 東味鋺二丁目
- 松徳院
- 三菱重工楠社宅
- 味鋺東公園

### 東味鋺三丁目
- 愛知県営味鋺東住宅

1953年（昭和28年）に簡易耐火構造二階建て50戸が整備され、1977年（昭和52年）に中層耐火構造52戸に建て替えられた。
- アスクあじま保育園

## その他

### 日本郵便
- 郵便番号 : 462-0013[WEB 2]（集配局：名古屋北郵便局[WEB 14]）。

### WEB
1. 1 2  “町・丁目(大字)別、年齢(10歳階級)別公簿人口(全市・区別)”.   名古屋市 (2019年1月23日). 2019年1月23日閲覧。
2. 1 2  “郵便番号”.  日本郵便. 2019年1月6日閲覧。
3. ↑  “市外局番の一覧”.   総務省. 2019年1月6日閲覧。
4. ↑  “北区の町名一覧”.   名古屋市 (2015年10月21日). 2019年1月12日閲覧。
5. ↑  総務省統計局 (2014年3月28日). “平成7年国勢調査の調査結果(e-Stat) - 男女別人口及び世帯数 －町丁・字等” (CSV). 2019年4月27日閲覧。
6. ↑  総務省統計局 (2014年5月30日). “平成12年国勢調査の調査結果(e-Stat) - 男女別人口及び世帯数 －町丁・字等” (CSV). 2019年4月27日閲覧。
7. ↑  総務省統計局 (2014年6月27日). “平成17年国勢調査の調査結果(e-Stat) - 男女別人口及び世帯数 －町丁・字等” (CSV). 2019年4月27日閲覧。
8. ↑  総務省統計局 (2012年1月20日). “平成22年国勢調査の調査結果(e-Stat) - 男女別人口及び世帯数 －町丁・字等” (CSV). 2019年4月27日閲覧。
9. ↑  総務省統計局 (2017年1月27日). “平成27年国勢調査の調査結果(e-Stat) - 男女別人口及び世帯数 －町丁・字等” (CSV). 2019年4月27日閲覧。
10. ↑  “データセット情報 国勢調査 / 令和２年国勢調査 / 小地域集計　（主な内容：基本単位区別，町丁・字別人口など） 23：愛知県”.   独立行政法人統計センター. 2022年3月31日閲覧。
11. ↑  “データセット情報 国勢調査 / 令和２年国勢調査 / 小地域集計　（主な内容：基本単位区別，町丁・字別人口など） 23：愛知県”.   独立行政法人統計センター. 2022年3月31日閲覧。
12. ↑  “市立小・中学校の通学区域一覧”.   名古屋市 (2018年11月10日). 2019年1月14日閲覧。
13. ↑  “平成29年度以降の愛知県公立高等学校（全日制課程）入学者選抜における通学区域並びに群及びグループ分け案について”.   愛知県教育委員会 (2015年2月16日). 2019年1月14日閲覧。
14. ↑  郵便番号簿 平成29年度版 - 日本郵便. 2019年01月06日閲覧 (PDF)

### 書籍
1. ↑  北区制50周年記念事業実行委員会 1994, p. 458.
2. ↑  北区制50周年記念事業実行委員会 1994, p. 463.